# Soglasija Lake
Der Soglasija Lake (englisch; russisch Озеро Согласия Osero Soglassija, deutsch ‚Zustimmung-See‘) ist ein See an der Knox-Küste des ostantarktischen Wilkeslands. Er liegt in den Bunger Hills. 
Wissenschaftler einer sowjetischen Antarktisexpedition kartierten ihn 1956 und benannten ihn. Das Antarctic Names Committee of Australia übertrug diese Benennung in einer transkribierten Teilübersetzung ins Englische.